# Строганов, Григорий Дмитриевич
Григо́рий Дми́триевич Стро́ганов (25 января 1656 — 21 ноября 1715) — крупный русский промышленник, землевладелец, финансист и политический деятель из рода Строгановых.

## Биография
Единственный сын крупнейшего северного промышленника («именитого человека») Дмитрия Андреевича Строганова (ок. 1612—1670) и Анны Ивановны Злобиной (ок. 1635 — после 1680).
Объединил в 80-х годах XVII века владения, раздробленные между наследниками детей Аникея Строганова. Оказывал финансовую поддержку Петру I ещё до коронации, выплачивая жалование купцам. В 1700 году в Воронеже построил два фрегата, которые подарил Петру. Корабли были отправлены в турецкий поход. Финансировал Петра в соответствии с данными Фёдора Волегова (ум. 1856), Григорий Строганов владел более,чем десятью миллионами десятин земли (100 000 км²), на которой располагалось более 200 деревень с 15 000 душ.
I во время Северной войны. В Император Петр I и Григорий Строганов состояли в переписке. В посланиях промышленник даже позволял себе давать советы самодержцу.
Строганов пользовался особым расположением Петра: император крестил второго сына промышленника. Пëтр подарил Строганову большие земли на Урале. После высочайшего подарка количество крепостных Строганова увеличилось более, чем на 14000 душ.
Пётр I подарил Строганову собственный портрет, украшенный бриллиантами.
После 1685 года Строганов перестал жить в Сольвычегодске. Его резиденция была перемещена в Гордеевку, расположенную на другом берегу Волги от Нижнего Новгорода. Позже Строганов перебрался в сам Нижний Новгород. Рядом с пристанью им было отстроено большое подворье со складами, амбарами. Была возведена Рождественская церковь.

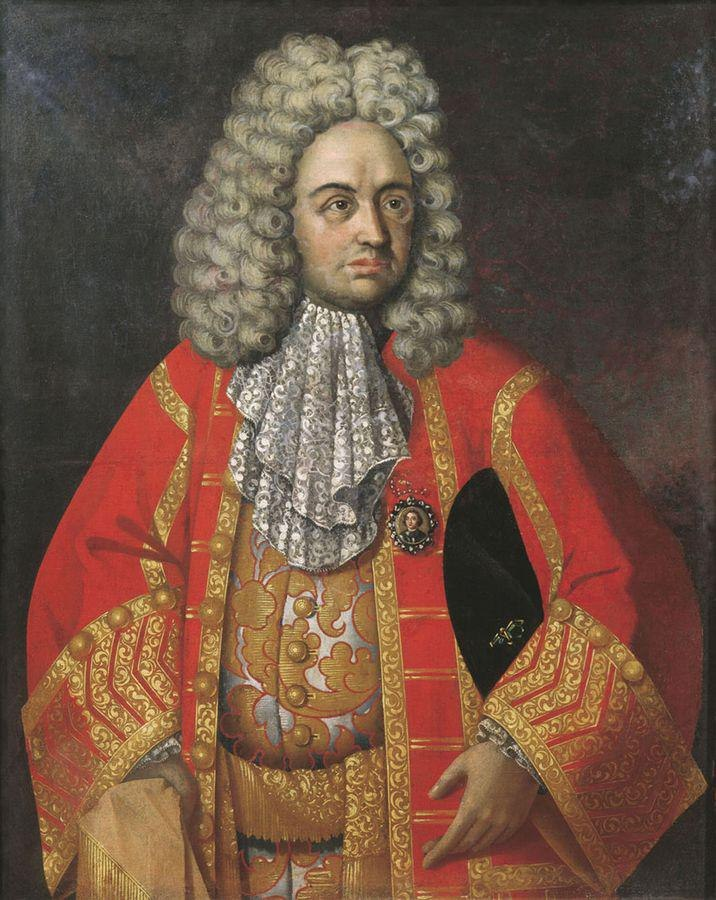
Портрет нач. XVIII в.

В XVII веке Григорий Дмитриевич смог расширить владения Строгановых. В 1661—1662 годах балахнинские солепромышленники Соколовы взяли на откуп на реке Ленве земли для заведения соляного промысла. Однако в 1688 году эти промыслы перешли Шустовым по поданной в 1685 году челобитной, в которой утверждалось, что на Ленве реально промысел не вёлся. На эти промыслы заявил претензию Григорий Строганов, послав в 1696 году челобитную, в которой утверждал, что земли по реке Ленве принадлежат ему. Строганов добился успеха — в результате проведенного межевания Ленвенские промыслы отошли ему, а 15 «лучших» посадских людей, которые сопротивлялись межеванию, были отправлены с семьями в ссылку в Азов. В 1697 году Григорий Строганов получил в аренду (а через три года в вечное владение) казённые Зыряновские усолья.О влиянии Григория Строганова свидетельствует тот факт, что ему удалось добиться снятия с должности соликамского воеводы, князя Ф. И. Дашкова.
К концу жизни Строганов поставлял государству более 60 % всей реализуемой соли. Во всех владениях Строганова проживало более 45 тысяч душ мужского пола.
Влияние Григория Строганова было настолько велико, что он позволял себе не исполнять царские указы. Когда в 1697 году был опубликован указ о торговле табаком, Строганов отказался пускать в Сольвычегодск этот вид товара.
В 1703 году Григорий Строганов переселился в Москву. Известно, что Строганов был страстным букинистом. Из обращения к нему митрополита Ростовского Димитрия известно, что Строганов обладал одним из двух экземпляров книги «Глаголемой Хронограф, ещё и Летописец». В настоящий момент в экспозиции Оружейной палаты находятся принадлежавшие Г. Д. Строганову стопы, вазы, стаканы и кувшины, изготовленные голландскими мастерами по специальному заказу.
В 1711 году от «прибыльщика» Г. Юрьева Петру I поступил донос о том, что Строганов продаёт в казну соль по завышенной цене. Пётр личным указом установил цену на соль, но расследование не привело к серьёзным негативным последствиям для Строганова.
Строганов вёл активное строительство церквей и поддерживал монастыри. В 1687 году он (вместе с женой Василисой) передал Шерьинской Одигитриевской пустыни деревню с крестьянами, рыбные ловли и покосы. Также известна прикладная запись 1697 года, которой Григорий и Мария Строгановы отказались от повинностей со своих крестьян, переданных одному из монастырей.

## Семья и дети
Был женат два раза. В 1673 году первым браком женился на княжне Василисе (Вассе) Ивановне Мещерской (1654—1693), дочери туринского воеводы Ивана Ивановича Мещерского. Брак бездетен.
В мае 1694 года вторично женился на Марии Яковлевне Новосильцевой (1677—1733), сестре соликамского воеводы Василия Яковлевича Новосильцева. Их дети:
- Александр (1698—1754), камергер, действительный статский советник;
- Николай (1700—1758), тайный советник, камергер;
- Иван (род. между 1701 и 1704 и умер в малолетстве)
- Мария (род. в 1705 и умерла в малолетстве)
- Сергей (1707—1756), действительный камергер.

Храмы, построенные Г. Д. Строгановым
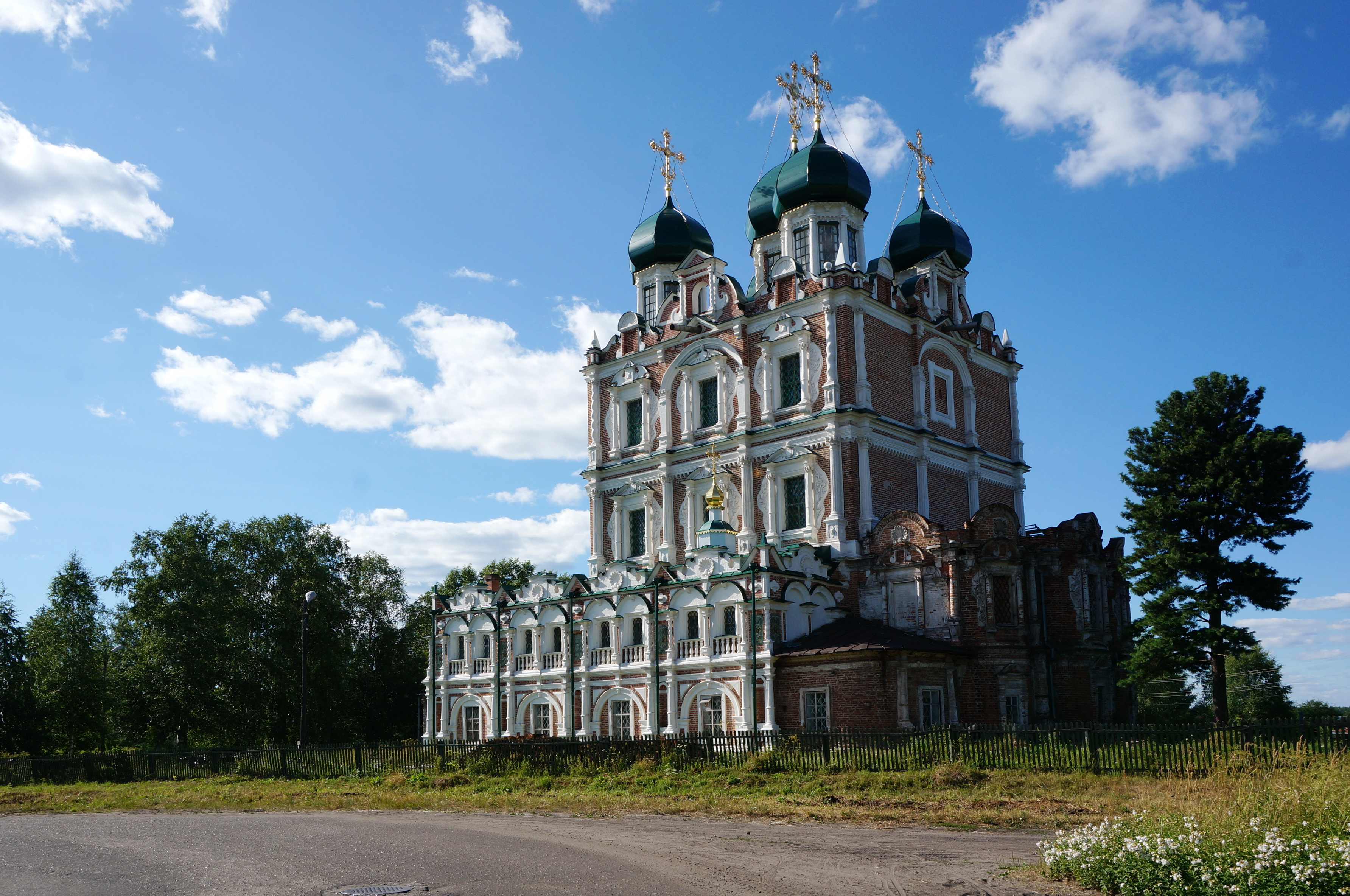
Введенский собор в Сольвычегодске
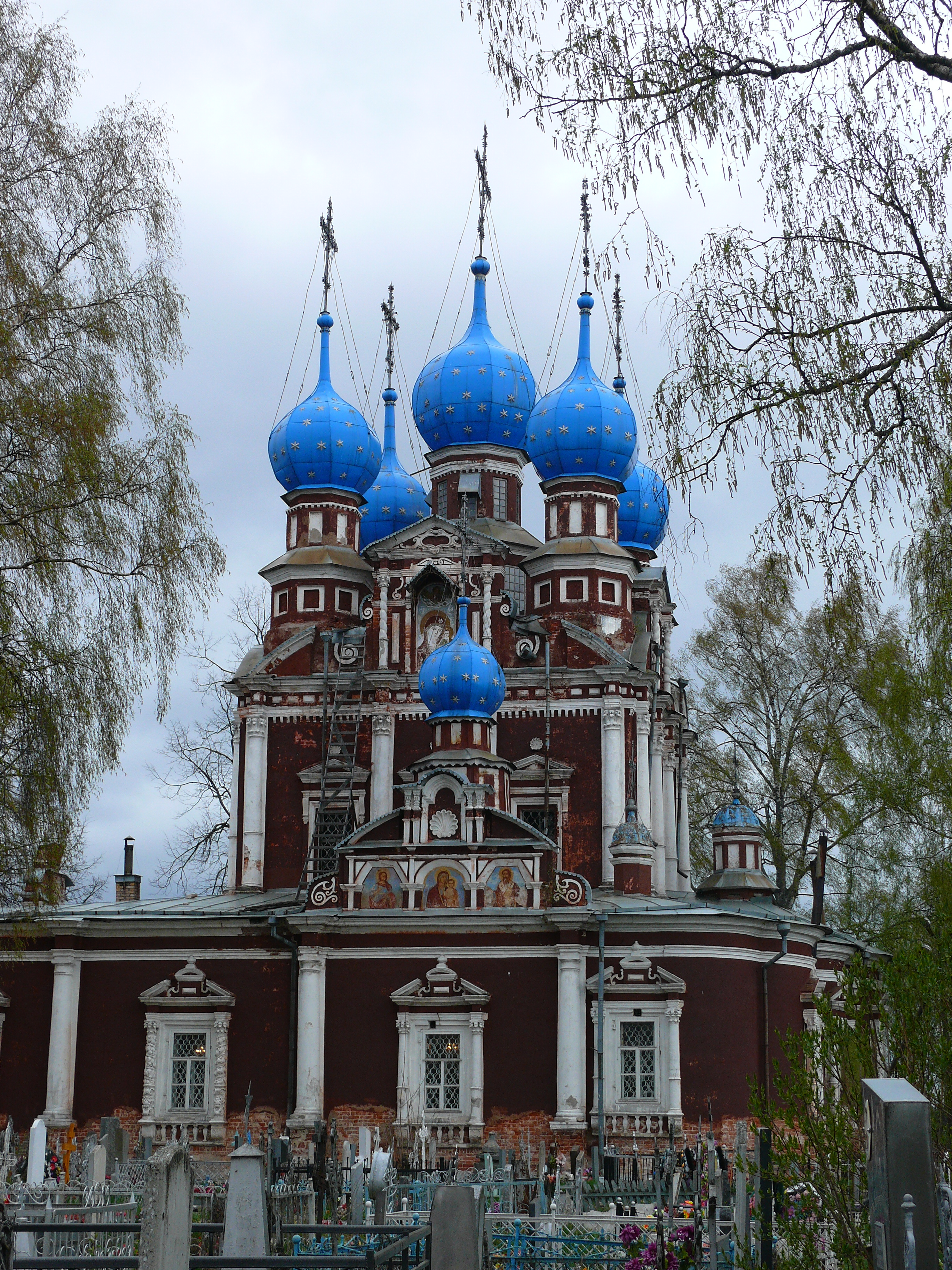
Казанская церковь в Устюжне
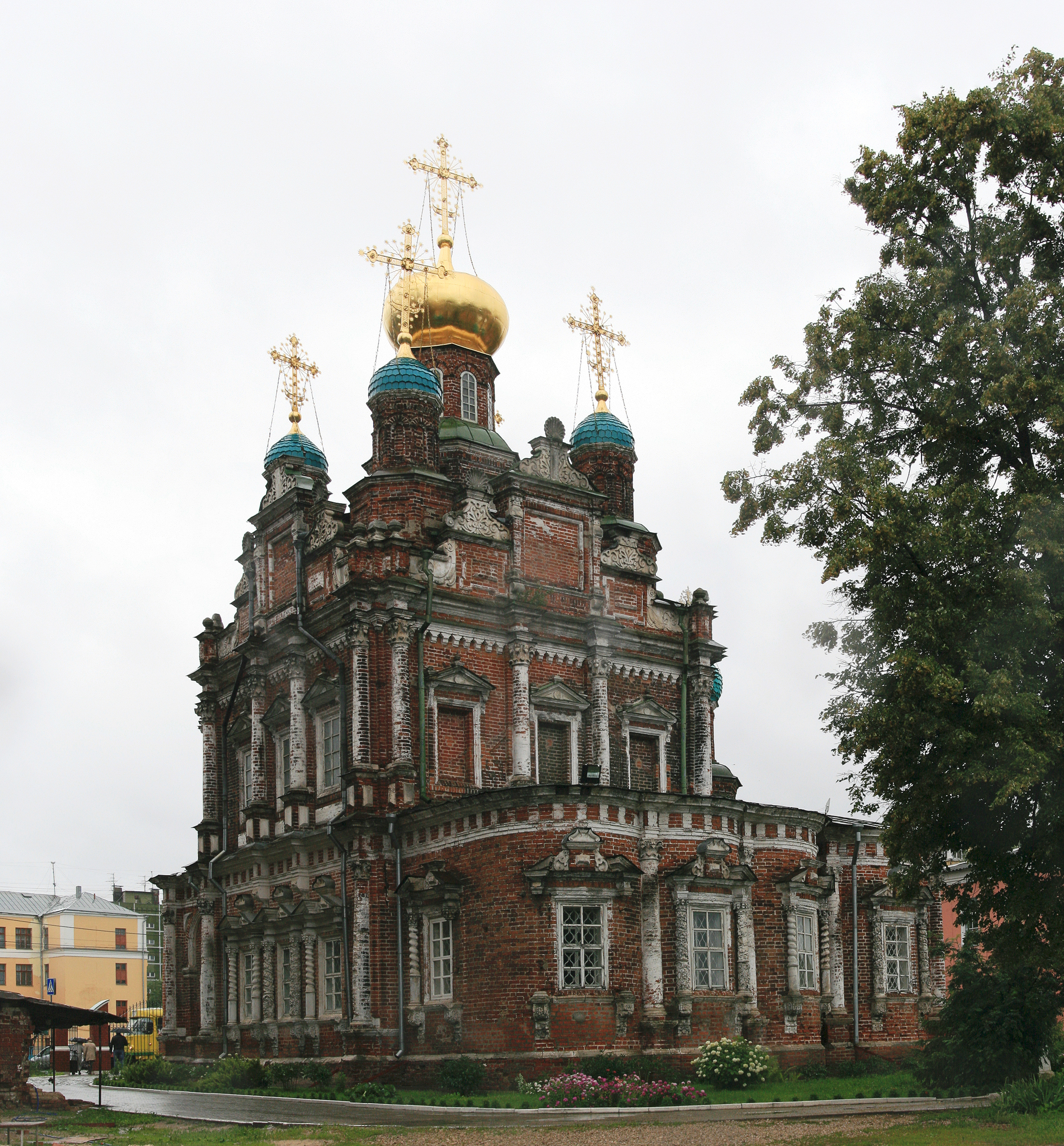
Смоленская церковь в селе Гордеевке
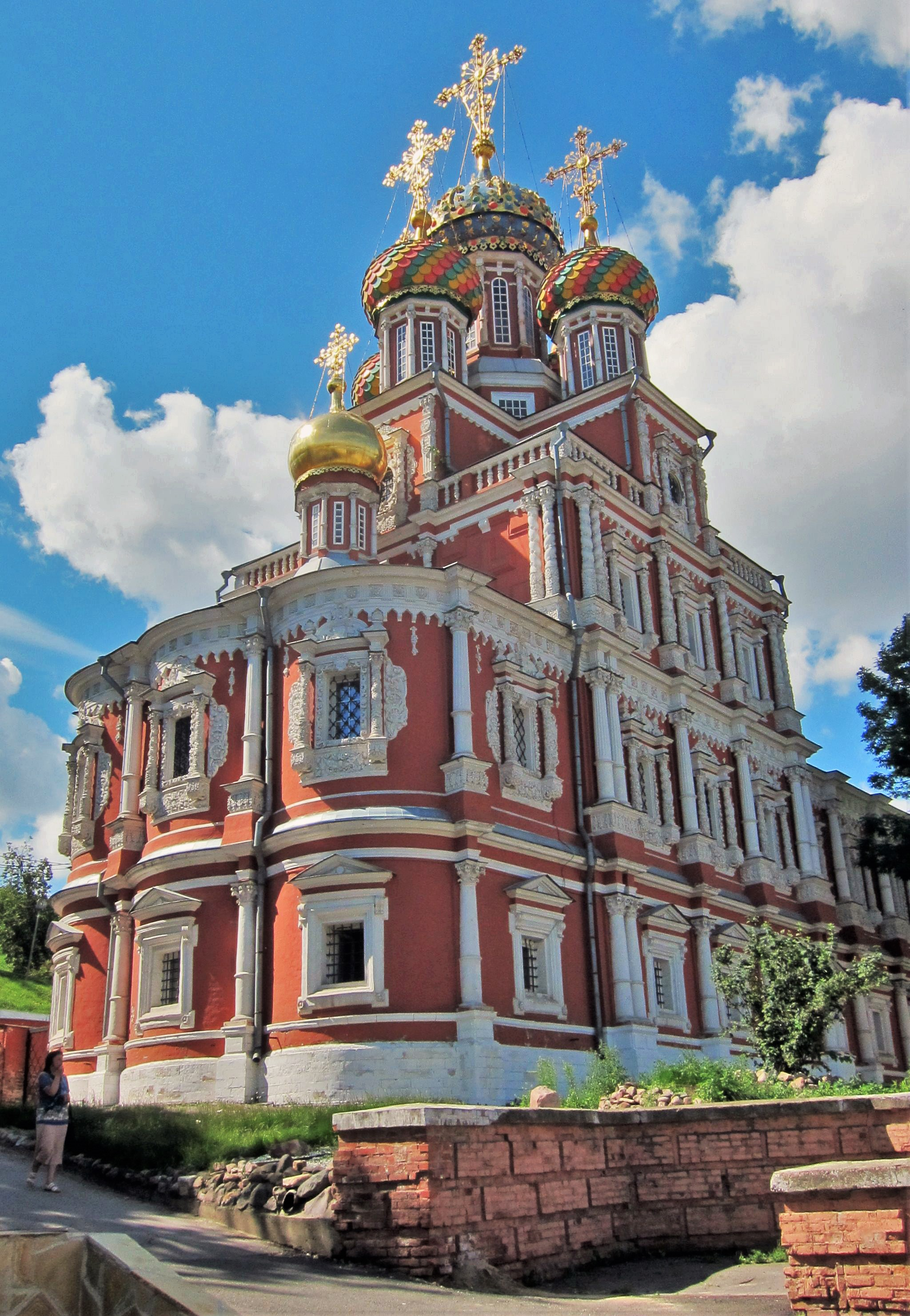
Рождественская церковь в Нижнем Новгороде